# The Walking Dead (videogioco)
The Walking Dead (noto anche come The Walking Dead: The Game) è un'avventura grafica e un videogioco d'azione a episodi sviluppato e pubblicato da Telltale Games e Square Enix, composto da cinque stagioni di cinque episodi ciascuna (la quinta ne ha solo quattro). La prima stagione è stata pubblicata tra aprile e novembre 2012, mentre gli altri cinque capitoli della seconda stagione vennero messi in commercio tra dicembre 2013 e agosto 2014. È disponibile per le seguenti console e piattaforme: Microsoft Windows, macOS, PlayStation 3, PlayStation Vita, PlayStation 4, Xbox 360, Xbox One, Android, iOS, Nintendo Switch e il tablet computer Kindle Fire HDX. Un'edizione per Ouya fu annunciata nel 2013, ma il fallimento commerciale della console ne determinò la cancellazione.
Il gioco si svolge nello stesso mondo immaginario del fumetto di Robert Kirkman, seguendo le vicende di un gruppo che prova a sopravvivere all'apocalisse zombie nello stato della Georgia. Tuttavia, questi personaggi sono del tutto originali, così come lo sono gli eventi in cui rimarranno coinvolti, e sono presenti soltanto un paio di riferimenti al fumetto. La prima stagione ruota attorno al protagonista Lee Everett, un docente universitario e assassino condannato che, in un atto di redenzione, farà di tutto per occuparsi di una bambina di nome Clementine, proteggendola dalle avversità dell'Apocalisse insieme ad un gruppo di sopravvissuti. Nella seconda stagione, invece, il giocatore controllerà proprio la giovane ragazza. Kirkman ricoprì il ruolo di supervisore durante lo sviluppo per assicurarsi che il gioco corrispondesse al tono del fumetto, ma permise a Telltale di gestire la creazione della trama e dei personaggi, dando così vita ad una storia completamente originale.
A differenza di molti giochi d'avventura grafica, The Walking Dead non si concentra sulla risoluzione di enigmi, ma enfatizza invece la storia e lo sviluppo dei personaggi. La trama è influenzata sia dalle scelte del giocatore, sia dalle loro azioni durante i quick time event, che, ad esempio, possono spesso portare alla morte di un determinato personaggio o all'alterazione della personalità di Lee, o di un altro membro del gruppo. Tutte le scelte dei giocatori vengono ovviamente mantenute nel corso degli episodi e delle due stagioni. Sono state anche registrate dagli sviluppatori stessi, e utilizzate da Telltale per influenzare la creazione degli episodi successivi.
The Walking Dead ha ricevuto valutazioni estremamente positive da parte della critica, con numerosi siti web e riviste che hanno lodato specialmente l'impressionante coinvolgimento emotivo della storia e la commovente relazione stabilita tra Lee e Clementine, ritenuti ormai due dei personaggi più iconici dei videogiochi. Ha vinto numerosi riconoscimenti, tra cui più di 90 premi Game of the Year, rendendolo uno dei titoli più premiati della storia videoludica. È quindi unanimemente considerato dalla critica come uno dei più grandi videogiochi di tutti i tempi, e uno dei migliori esponenti dei giochi come forma d'arte, stabilendo un ottimo esempio di narrazione videoludica complessa e matura. Nel 2014, Telltale Games e Skybound Entertainment hanno annunciato che le due stagioni di The Walking Dead hanno venduto più di 28 milioni di copie in tutto il mondo, e il suo enorme successo è stato visto di conseguenza come il principale contributo alla rivitalizzazione dell'intero genere d'avventura, ai tempi in declino. Nel 2013 è stato invece pubblicato un episodio aggiuntivo scaricabile dal titolo 400 Days, allo scopo di estendere la prima stagione e colmare il divario con la seconda, mentre nel giugno 2015 Telltale ha annunciato altri tre episodi chiamati Michonne, i quali seguiranno le vicende del personaggio della serie televisiva. Infine, è stata annunciata una terza stagione, la quale è disponibile dal 20 dicembre 2016, con un cast di personaggi totalmente rinnovato, se non con qualche ricomparsa, come quella di Clementine, che avrà anche un ruolo importante all'interno della vicenda.
Mentre il primo episodio della quarta stagione è stato pubblicato il 14 agosto 2018, con protagonista Clementine, dedita a crescere la personalità di AJ, seguendo le orme di Lee.

## Ambientazione e personaggi
Le vicende di The Walking Dead avvengono in contemporanea con quelle della serie televisiva e il fumetto originale, in cui un'Apocalisse zombie travolge gran parte della società della Georgia. I personaggi del gioco arrivano a riferirsi agli zombie con il termine "erranti" (walkers), a causa dell'estrema lentezza dei loro movimenti. Anche se i sopravvissuti pensano inizialmente che il morso di uno zombie sia l'unico modo per restare infetti, scopriranno in seguito che prima o poi tutti si trasformeranno; soltanto danneggiando il cervello sarà possibile impedire la rianimazione. Mentre il gioco inizia in Georgia, il gruppo si sposterà durante la seconda stagione verso località settentrionali, fino a raggiungere il Michigan, alla ricerca di un enorme campo di superstiti.
Numerosi personaggi faranno la loro comparsa nel corso della tragica avventura. Lee Everett (doppiato da Dave Fennoy), il protagonista della prima stagione, è un nativo di Macon e un ex professore universitario condannato per aver ucciso un senatore dello Stato che andava a letto con sua moglie. Lee troverà e diventerà una figura paterna per Clementine (Melissa Hutchison), una bambina di otto anni che era stata lasciata dai suoi genitori con una baby-sitter durante il fine settimana, ma la madre e il padre non tornarono più. Lee e Clementine incontrano in seguito una famiglia di Fort Lauderdale: Kenny (Gavin Hammon), un pescatore che ama i suoi parenti più di ogni altra cosa; Katjaa, la moglie veterinaria (Cissy Jones); e il figlio Kenny Jr. (Max Kaufman), più comunemente conosciuto con il nome Duck. I cinque faranno ben presto parte di un gruppo più grande guidato da Lilly (Nicki Rapp), precedentemente parte dell'aeronautica militare degli Stati Uniti d'America Robins Air Force Base. Il gruppo di Lilly è formato da numerosi sopravvissuti, tra cui Larry (Terence McGovern), il padre aggressivo e giudicante della ragazza, un pensionato comandante dell'esercito americano che conosce il passato di Lee; Carley (Nicole Vigil), una sveglia e coraggiosa giornalista, anch'ella a conoscenza dei crimini di Lee; Doug (Sam Joan), un tecnico dei sistemi informativi, nonché la mente del gruppo; e Glenn Rhee (Nick Herman), un giovane ragazzo ex consegna pizze. Nel secondo episodio, altri due sopravvissuti si uniranno al gruppo: Mark (Mark Middleton), ex membro delle Forze armate degli Stati Uniti d'America, e Ben Paul (Trevor Hoffmann), un liceale salvato da Lee, Mark e Kenny durante un'aggressione degli zombie in una foresta. Nel terzo episodio, invece, nuovi personaggi sono introdotti: Chuck (Roger L. Jackson), un saggio e anziano senzatetto che vive in un carro merci, e Omid e Christa (Owen Thomas e Mara Junot, rispettivamente), una giovane coppia che tende spesso ad allontanarsi dai gruppi, ma finirà per fidarsi ciecamente di Lee e gli altri. Il quarto episodio introduce altri due sopravvissuti: Molly (Erin Ashe), un agile e intraprendente giovane donna che combatte con una piccozza da lei soprannominata "Hilda", e Vernon (Butch Engle), un medico e leader di un gruppo di sopravvissuti al cancro che si nasconde nella camera mortuaria di un ospedale. Uno sconosciuto senza nome (Anthony Lam), invece, comunica misteriosamente con Clementine attraverso il suo walkie-talkie mentre il gruppo si dirige verso Savannah.
La seconda stagione presenta molti altri personaggi, mentre ritorneranno alcuni della precedente avventura. Clementine è inizialmente accompagnata da Omid e Christa, ma dopo la morte del ragazzo e la scomparsa della moglie, la bambina raggiungerà da sola una cabina che ospita diversi superstiti: Luke (Scott Porter), un gentile e altruista ragazzo che si affezionerà rapidamente a Clementine; l'amico Nick (Brian Bremer) e suo zio Pete (Brian Sommer), un cacciatore; il dottor Carlos (Kid Beyond), iperprotettivo nei confronti di sua figlia Sarah (Louisa Mackintosh); e Alvin e la moglie Rebecca (Dorian Lockett e Shay Moore, rispettivamente), quest'ultima in attesa di un bambino. Questo gruppo sta scappando da William Carver (Michael Madsen), un leader carismatico ma dittatoriale che sviluppa ben presto un interessante rapporto di stima nei confronti di Clementine, ritenendola addirittura una sua pari. Più tardi la bambina incontrerà con grande sorpresa di nuovo Kenny, da lei creduto morto, il quale le presenterà il suo nuovo gruppo di superstiti: Sarita (Julia Farmer), la sua nuova fidanzata, e gli amici Walter (Kiff VandenHeuvel) e Matthew (Wylie Herman). Entrambi i gruppi verranno riportati alla fine del secondo episodio al campo di Carver, la cui comunità include Bonnie (Erin Yvette) e altri sopravvissuti introdotti in precedenza in 400 Days; Jane (Christine Lakin), un'intelligente ma egoista ragazza che ha perso la sorella a causa di un attacco di zombie; e Mike (Dan White), un ragazzo irritabile ma spiritoso. L'ultima parte della stagione introduce infine Arvo (Michael Ark), un ragazzino russo che si esprime in inglese stentato.
Il cast di The Walking Dead è stato generalmente apprezzato dalla critica, venendo considerato uno dei migliori e più riusciti della settima generazione videoludica, e dei videogiochi in generale. GamesRadar afferma che «tutti i personaggi con cui andrete ad interagire sono sviluppati alla perfezione, ed è difficile non provare compassione anche per il più meschino del gruppo, rendendoti effettivamente attaccato e interessato ai loro destini, motivi, gioie e dolori. In più, le vostre scelte influenzeranno anche il modo in cui il cast vi tratterà», dichiarando che si tratta di uno dei vari punti forti del gioco. Lee, Kenny e Clementine appaiono nella lista di Destructoid dei migliori personaggi videoludici del 2012. Nello stesso anno, Kotaku affermò in un articolo che Lee si tratta di un personaggio molto più interessante di Rick Grimes, il protagonista dei fumetti e della serie televisiva. Lee e Clementine figurano continuamente in numerose classifiche dei migliori personaggi videoludici di tutti i tempi, mentre nel 2013, IGN scrisse un articolo parlando proprio di Clementine, dove venne nominata dal sito il miglior personaggio dei videogiochi in assoluto. Nello stesso anno, Lee vinse il riconoscimento "Eccezionale Rappresentazione di un Personaggio" alla fiera D.I.C.E. Summit. Melissa Hutchinson (la doppiatrice di Clementine), invece, si aggiudicò il premio "Miglior Performance Femminile" agli Spike Video Game Awards. RPGFan apprezzò il ruolo di Clementine nella seconda stagione del gioco, assegnandole il titolo come "Miglior Protagonista" nel 2014.

## Trama

### Prima stagione
(Chuck a Lee, parlando di Clementine)
Dato che la storia di The Walking Dead è influenzata dalle azioni del giocatore, la seguente sezione si limita a descrivere i principali eventi che si verificano nel corso dell'avventura, a prescindere dalle scelte.
Il gioco ha inizio con Lee Everett, un docente universitario che viene portato in prigione dopo la sua condanna ad Atlanta. Durante il percorso, l'auto dell'agente in cui sta viaggiando colpisce improvvisamente uno zombie, sbandando e finendo fuori strada. L'ufficiale muore a causa dell'incidente, e Lee si rifugia in una casa vicina, dove incontra una bambina di nome Clementine, la quale è riuscita a sopravvivere senza i suoi genitori nascondendosi nella casa sull'albero. Lee decide quindi di prendersi cura della bambina, andando anche alla ricerca del padre e della madre. Viaggiano fino ad una fattoria vicina, di proprietà di Hershel Greene, dove incontrano Kenny, la moglie Katjaa e il figlio Duck. Quando Shawn, il figlio di Hershel, muore in seguito ad un'aggressione zombie, il proprietario adirato bandisce il gruppo dalla sua fattoria. Lee e Clementine si dirigono quindi insieme a Kenny e la sua famiglia verso Macon, dove trovano una farmacia che ospita un altro gruppo di sopravvissuti (tra cui Glenn, Carley e Doug): il giocatore apprenderà ben presto che il negozio apparteneva ai genitori di Lee, ormai deceduti. Durante il tentativo di recuperare delle medicine, avviano involontariamente l'allarme e attirano di conseguenza numerosi zombie. Il gruppo è quindi costretto ad abbandonare la farmacia, rifugiandosi invece in un motel, e a seconda della scelta fatta in precedenza si potrà portare con sé Carley o Doug. Glenn invece deciderà di andarsene, dicendo di avere degli amici ad Atlanta che vuole vedere.
Anche se sono protetti dagli zombie, Lee e i superstiti esauriscono dopo tre mesi le loro razioni di cibo. Dopo aver salvato un ragazzo di nome Ben, incontrano quindi i St. Johns, una famiglia che gestisce un caseificio lì vicino. Il gruppo decide di dar loro della benzina per far funzionare la recinzione elettrica della famiglia, ricevendo però in cambio cibo e riparo. Tuttavia, durante l'esplorazione del caseificio, Lee e Kenny scoprono che i St. Johns sono in realtà dei cannibali, e il gruppo è costretto a fuggire, abbandonando la famiglia al loro destino mentre la fattoria viene invasa da un'orda di zombie. Tornando al motel, trovano però un'auto apparentemente abbandonata piena di cibo e altri beni, che condividono fra di loro con grande gioia.
Il gruppo scopre ben presto che i St. Johns avevano un accordo con i banditi della foresta: la famiglia avrebbe donato loro cibo, e in cambio nessuno avrebbe attaccato la fattoria. Dopo la morte dei St. Johns, però, i banditi rivolgono la loro attenzione verso il motel di Lee e gli altri, lanciando subito un attacco che attira numerosi zombie. Il gruppo è costretto a scappare, ma durante l'aggressione Duck viene morso. Durante il viaggio Kenny schiaccia un vagante che si incastra fra le ruote, così sono costretti a fermarsi. Si scatena una discussione tra Lee, Lilly, Ben e Carley (o Doug), e Lee rivela di aver trovato delle provviste per i banditi fuori dal motel. La discussione si fa pesante, e Lilly, dopo aver accusato Ben di averli messi in pericolo, spara improvvisamente a Carley (o Doug), e il giocatore potrà di conseguenza decidere se lasciarla a piedi o farla ancora proseguire con loro. Dopo aver guidato per un po' di tempo, s'imbattono in un treno merci, che utilizzano per raggiungere Savannah allo scopo di trovare una barca. Durante il viaggio, però, le condizioni di Duck peggiorano notevolmente, e il gruppo si ferma per ucciderlo prima che si trasformi in uno zombie. Katjaa non riesce a sopportare la situazione, e si suicida davanti a Kenny, un evento che lo porterà ad un terribile trauma psicologico. Lee e gli altri continuano a dirigersi verso Savannah, ma la strada è bloccata da un camion, che riusciranno a spostare con l'aiuto di Omid e Christa, una giovane coppia che si unirà a loro.
Avvicinandosi a Savannah, un uomo sconosciuto parla attraverso il walkie-talkie di Clementine, dicendole che sarà al sicuro una volta che si occuperà di Lee e del suo gruppo, e le promette di farle incontrare i suoi genitori. Il gruppo si rifugia nel frattempo in una mansione ben protetta, mentre Lee e Kenny si dirigono verso il molo per cercare una barca. Lì incontrano Molly, una giovane ragazza che informa i due del fatto che non riusciranno a trovare niente in città, in quanto tutte le barche e altri oggetti utili (medicinali, armi...) sono stati portati a Crawford, una comunità fortificata che si basa sul principio della sopravvivenza del più forte, e di conseguenza gli anziani, i malati, le donne in gravidanza e i bambini non sono ammessi nel loro gruppo. Subito dopo, alcuni zombie attaccano Kenny e gli altri, e Lee si separa momentaneamente dal gruppo per sopravvivere, muovendosi attraverso il sistema fognario per raggiungere nuovamente la mansione. Durante la strada, però, trova il cadavere di Chuck squartato dagli zombi. Più tardi s'imbatte per sbaglio in un gruppo di sopravvissuti al cancro, rifugiati in un obitorio. Il dottor Vernon decide di unirsi a Lee per aiutarlo a ritornare da Clementine e gli altri, e una volta arrivati alla mansione, la bambina trova una barca nascosta in un capannone; ha però bisogno di carburante e di una batteria, entrambi reperibili a Crawford. Lee pianifica quindi di intrufolarsi nella città, ma una volta lì, scoprono che l'intera popolazione si è trasformata in zombie, e raccolgono rapidamente tutto il necessario. Tornati alla mansione, Molly, rendendosi conto che la barca non è abbastanza grande per tutti, decide di abbandonare il gruppo. Vernon fa la stessa cosa, ma non prima di fare un'offerta a Lee: il dottore avrebbe intenzione di prendersi cura di Clementine, perché non ritiene che l'uomo sia la figura paterna necessaria per la bambina, e ovviamente Lee rifiuta l'offerta, sentendosi offeso e minacciandolo di non tornare mai più.
La mattina dopo, Lee si sveglia e non riesce a trovare Clementine. Nella fretta di trovarla, viene improvvisamente attaccato e morso da uno zombie: questo però non importa a Lee, in quanto adesso vuole soltanto portare in salvo la sua bambina. Inizialmente sospettando che il rapitore sia Vernon, Lee torna all'obitorio, ma lo trova abbandonato. Subito dopo si accende il walkie-talkie, e l'uomo sconosciuto dall'altra parte afferma di avere con sé Clementine, e sfida l'uomo a venire a trovarla. La bambina riesce a rivelare a Lee la sua posizione (The Marsh House, l'hotel in cui i suoi genitori erano soliti alloggiare), e l'uomo torna quindi alla mansione, solo per scoprire che la barca e tutti gli altri materiali sono stati rubati da Vernon, il quale non è quindi il rapitore della bambina. Lee continua la ricerca con il suo gruppo, ma Kenny decide di sacrificarsi per salvare Christa (o Ben, se non era stato ucciso dal giocatore nel corso del quarto episodio). Poco dopo, Lee si separa da Omid e Christa per raggiungere da solo l'hotel, facendosi strada attraverso un'orda gigantesca di zombie. Arrivato alla Marsh House, Lee incontra finalmente il rapitore, il quale si rivelerà essere il proprietario dell'autovettura saccheggiata dal gruppo nella foresta dopo aver lasciato il caseificio e, di conseguenza, l'uomo ha perso la sua famiglia in seguito ad un attacco degli zombie. Lee realizza però ben presto che l'uomo è del tutto impazzito, e lo uccide con l'aiuto di Clementine. Procede poi a ricoprire la bambina del sangue di uno zombie, in modo da mascherarla dal resto di tutti gli altri, e iniziano a fuggire dall'hotel. Durante la fuga, però, Clementine incontra i suoi genitori ormai tramutati in zombie, e Lee perde i sensi a causa del morso.
Lee si risveglia poco dopo, e si rende conto che gli rimane poco tempo: esorta quindi la bambina, triste e impaurita, a trovare Omid e Christa ai margini della città. A questo punto, il giocatore può scegliere di far sparare a Lee da Clementine per impedire la sua trasformazione, oppure di lasciarlo, in un momento descritto da Gamemoir come la scena più commovente della storia videoludica. Durante la conclusione del gioco, si vedrà la bambina camminare da sola in un campo immenso, per poi fermarsi improvvisamente dopo aver avvistato due figure: Christa e Omid.

### Seconda stagione
Diversi mesi dopo gli eventi della prima stagione, Clementine è riuscita a raggiungere sotto consiglio di Lee, Omid e Christa, la quale è adesso visibilmente incinta. Tuttavia, durante una breve sosta, Omid viene ucciso da una ladra, e 16 mesi dopo, Clementine viene separata anche da Christa in seguito ad un'aggressione dei banditi della foresta (senza sapere che fine abbia fatto la propria amica).
Dopo un attacco di un cane randagio che la lascia con un grave morso, Clementine viene salvata da Luke e Pete, i quali la conducono dal loro gruppo in una dimora vicina. Incerti sulla natura del morso, decidono di chiuderla momentaneamente in un capanno per tutta la notte, per vedere se sviluppa ulteriori sintomi. Clementine, però, decide di fuggire e riesce ad intrufolarsi nella dimora, trovare tutti i medicinali, anche grazie all'aiuto di Sarah (figlia di un membro del gruppo) oppure di Alvin (altro membro del gruppo) e suturarsi da sola il braccio: il gruppo ammira di conseguenza il suo coraggio,pur essendo titubanti al riguardo, e confermando che non si trattava di un morso di zombie, Clementine è infine nutrita e accettata come parte del gruppo, anche se senza il consenso di tutti.
Il giorno dopo, Clementine accompagna Pete e Nick al fiume vicino, dove trovano però numerosi cadaveri: la strage, a detta di Pete, è opera di un uomo di nome Carver. Durante la loro ricerca, i tre vengono attaccati da un gruppo di zombie, e Clementine è costretta a scegliere se aiutare Nick o Pete: in ogni caso, quest'ultimo viene comunque morso. Dopo una notte al riparo dagli zombie, Clementine torna alla dimora e viene lasciata da sola con Sarah, mentre gli altri vanno a recuperare la squadra di ricerca. Durante la loro assenza, un uomo sconosciuto (che si rivela essere Carver) entra nella dimora e pone delle domande a Clementine, mentre Sarah si nasconde sotto il letto della sua camera. L'uomo è ovviamente alla ricerca del gruppo, ma non avendoli trovati in casa, saluta la bambina pacificamente e decide infine di andarsene. Quando tutti gli altri ritornano, concludono che l'uomo misterioso era William Carver, un individuo da loro descritto come intelligente e pericoloso, dalla quale stanno scappando. L'uomo è particolarmente interessato a Rebecca, in quanto ritiene che stia portando in grembo il suo bambino. In preda al panico, il gruppo abbandona la casa e si dirige verso nord allo scopo di seminare il gruppo di Carver, e raggiungere un luogo più sicuro, in quanto gli zombie si muovono molto più lentamente al freddo.
Cinque giorni dopo, mentre esplorano un ponte, Clementine e Luke incontrano un uomo con un fucile che offre loro cibo, ma Nick, rimasto più indietro, non esita a sparargli in lontananza, credendolo un individuo malvagio. Il gruppo raggiunge poi una baita occupata da Walter, Sarita e Kenny, quest'ultimo creduto morto da Clementine durante la loro precedente avventura a Savannah. I due gruppi arrivano a convivere, ma le tensioni sono aggravate quando Luke scopre che l'uomo colpito da Nick sul ponte era in realtà Matthew, il cugino di Walter. Subito dopo, però, un'orda di zombie attratta dal suono di un mulino attacca la baita e, a seconda di una precedente scelta del giocatore, Nick può rimanere in vita o essere ucciso da Walter. In ogni caso, Clementine e gli altri vengono salvati dall'arrivo del gruppo di Carver, il quale li cattura, uccide Walter (e anche Alvin, se il giocatore non urla aiuto) e porta i sopravvissuti con la forza al suo campo, un enorme centro commerciale fortificato, stabilito su un negozio di ferramenta chiamato "Howe's". Luke, nel frattempo, è scappato per trovare un modo di aiutarli.
Carver spiega al gruppo che dovranno lavorare duramente per mantenere attivo il campo e restare in vita, permettendo loro di interagire soltanto con gli altri prigionieri, Mike, Jane e Reggie, quest ultimo appare con un braccio mutilato, e sta cercando in tutti i modi per entrare a far parte della combriccola di Carver. Poco dopo, Clementine incontra Luke, intrufolatosi nel campo per aiutare gli altri, e li informa dell'arrivo di una gigantesca orda di zombie: il gruppo vuole quindi sfruttare la confusione della situazione per scappare. Il loro primo tentativo di fuga viene subito sventato da Carver, con la conseguente cattura di Luke e la perdita dell'occhio sinistro di Kenny che viene colpito da Carver con un walkie talkie. Questa brutalità porta Bonnie, una giovane ragazza ex membro della comunità di Carver, ad unirsi al gruppo di Clementine, organizzando questa volta un piano migliore. Il loro scopo è quello di attirare gli zombie verso il campo accendendo il sistema dell'amplificatore (PA system), per poi farsi strada ricoprendosi del loro sangue. Durante questa fuga, però, Alvin (se ancora in vita) viene ucciso perché ormai debole dalla percosse subite, e Carver viene picchiato a morte da Kenny con un piede di porco, il giocatore dovrà scegliere se rimanere a guardare la scena o meno. In più, Carlos viene colpito e divorato dagli zombie, e di conseguenza la figlia Sarah va nel panico, mentre la giovane Sarita viene morsa, portando il giocatore a decidere se tagliare il braccio morso dallo zombie o scappare via. (Nonostante il disapprovo di Kenny), e il gruppo viene infine separato, tranne Luke, Sarah e Nick (se in vita), i quali riescono a raggiungere il vicino Museo della Guerra Civile. Con Kenny sconvolto dalla morte di Sarita e Rebecca ormai prossima a partorire, Clementine e Jane trovano Luke e Sarah assediati da un gruppo di zombie in un parcheggio roulotte e, bloccato in una recinzione, il corpo oramai trasformato di Nick. Traumatizzata dalla morte del padre, Sarah è ormai in stato catatonico, e il giocatore dovrà scegliere se convincerla a scappare o lasciarla lì a morire.
Tornando al sito storico, il dolore di Rebecca aumenta sempre di più e Clementine deve convincere Kenny (l'unico del gruppo con qualche esperienza in fatto di nascite) ad aiutare la donna a partorire. Mentre gli altri vanno alla ricerca di un riparo e di altri beni per il neonato, Clementine accompagna Jane al ponte di osservazione, dove incontrano e disarmano un giovane ragazzo russo di nome Arvo, il quale stava provando a nascondere una serie di utili medicinali, che il giocatore potrà rubare o lasciar perdere. In seguito Clem aiuterà Bonnie e Mike a cercare provviste e cose di utilità al museo della guerra civile. Con le urla di Rebecca che attirano numerosi zombie, Clementine e gli altri si spostano al piano superiore del ponte di osservazione, dove lottano per difendere Kenny e permettere il parto. Durante la battaglia, però, parte del ponte crolla, causando la morte di Sarah (se ancora in vita). Il neonato (il quale verrà da loro chiamato AJ, Alvin Junior) riesce comunque a nascere senza problemi, ma la notte stessa Jane decide di abbandonare il gruppo, per paura di vedere morire qualcun altro.
Anche se Rebecca si sta ancora riprendendo dal parto, il gruppo decide che è meglio rimettersi subito in marcia. Nel corso di un breve riposo, Clementine e gli altri vengono avvicinati da Arvo, e si rendono presto conto che si tratta di un'imboscata dei suoi compagni russi. Nel bel mezzo della situazione di stallo, però, Clementine si accorge che Rebecca è improvvisamente morta e si è già trasformata in zombie: temendo che morda il neonato tra le sue braccia, la bambina può scegliere di ucciderla o chiedere aiuto (In questo caso, Rebecca viene uccisa da Kenny). In ogni caso, la faccenda s'intensifica quando i russi iniziano a sparare, e di conseguenza Luke viene ferito alla gamba. Jane decide di tornare per aiutare il gruppo, e così tutti i russi vengono uccisi, ad eccezione di Arvo, il quale vuole adesso condurli verso una casa con del cibo all'interno: Kenny, ovviamente, crede che stia mentendo e continua a maltrattarlo per tutto il tragitto.
Arvo li conduce ad una casa ancora in costruzione, e il modo migliore per raggiungerla è superare un vasto lago ghiacciato. Mentre lo attraversano, però, alcuni zombie iniziano a seguirli, provocando così del peso di troppo che causa la morte di Luke e, a seconda di una scelta del giocatore, anche di Bonnie. Arrivati alla casa, Kenny incolpa Arvo e lo picchia davanti a tutti, un gesto che spaventa e offende molti del gruppo, i quali ritengono adesso che l'uomo stia diventando pericoloso. Kenny nel frattempo provvede ad aggiustare un furgoncino nelle vicinanze, e il gruppo inizia ad avere delle divergenze quando alcuni vogliono raggiungere Wellington, mentre altri avrebbero intenzione di tornare al campo di Carver oppure di andare in mezzo ai boschi del sud. Quella notte stessa, Clementine si sveglia e trova Mike, Arvo e Bonnie (se in vita) intenti a rubare le provviste e il furgoncino per fuggire da Kenny. La bambina prova a fermarli, ma Arvo va nel panico e spara a Clementine nella spalla, facendola svenire: durante la perdita di sensi, Clementine ha un flashback di Lee quando erano nel camper insieme a Kenny intenti a raggiungere Savannah, mentre discutevano di Duck che era stato morso e della morte di Carley (o Doug). Il rumore attira l'attenzione di Kenny, il quale riesce a far scappare Mike, Arvo e Bonnie e a partire con Jane, il neonato e una Clementine ferita, la quale si trova in mezzo ad una lite di Jane e Kenny sulla meta da raggiungere.
La bambina si risveglia nel camion, mentre Kenny e Jane continuano a litigare per la scelta della destinazione: durante l'accesa discussione, Jane provoca l'uomo parlando della sua famiglia, ma Kenny prova ad ignorarla. Dopo un po', il gruppo nota che la strada è bloccata e che la tempesta di neve sta peggiorando. Kenny esce dal furgoncino e si dirige da solo alla ricerca di combustibile, mentre Jane prova a convincere Clementine a partire senza di lui. Quando degli zombie fanno la loro comparsa, Clementine si separa dal gruppo e, dopo una lunga camminata, riesce a trovare Kenny in un'area di servizio. Poco dopo arriva anche Jane, ma senza il neonato tra le sue braccia. Supponendo che sia morto, Kenny la accusa di averlo abbandonato e una sfida mortale ha ben presto inizio. Ciò costringe Clementine a dover fare una decisione straziante: Fermare Kenny sparandogli o lasciare uccidere Jane.
A questo punto la storia divergerà in base alla scelta del giocatore, ma si scoprirà in ogni caso, dopo la morte di uno dei due, che il neonato era stato intenzionalmente nascosto da Jane in un'auto vicina, al solo scopo di dimostrare a Clementine quanto fosse veramente pericoloso Kenny. Successivamente, il giocatore avrà la possibilità di perdonare Jane o di partire senza di lei, ma se invece è Kenny ad essere ancora vivo, Clementine potrà abbandonarlo o riconciliarsi con lui. In quest'ultimo caso, appena i due raggiungono Wellington, il gioco porrà un'ulteriore scelta finale: rimanere ben protetti con la nuova comunità abbandonando Kenny, oppure ignorare l'offerta di Wellington e continuare il viaggio.
Tornando invece con Jane al campo di Carver, le due ragazze dovranno poi decidere di accogliere una nuova famiglia o di non farla entrare.

### A New Frontier (Terza stagione)
Il protagonista della terza stagione è Javier "Javi" Garcia, il quale, all'inizio del primo episodio, assiste alla trasformazione del padre in un "muertos" (modo di Javier e la sua famiglia di chiamare i non-morti). Suo padre riesce a mordere sua madre e suo zio Hector, i quali moriranno poco dopo essere stati portati in ospedale.
Dopo un paio di mesi si vedono Javier, i suoi nipotini (Mariana e Gabe) e Kate (la moglie di suo fratello) girovagare per una discarica in cerca di combustibile per la macchina. Dopo aver trovato della benzina e un rifugio con dei viveri, però, un gruppo di delinquenti cattura Javier, il quale viene portato via con un camion da un seguace. Durante il tragitto, il camion viene ribaltato, ma Javier e l'autista riescono comunque a salvarsi, con la successiva fuga di quest'ultimo (oppure verrà ucciso da Javier, a seconda della scelta del giocatore). Si scoprirà che l'incidente è stato causato da Clementine, che per il momento deciderà di andare con il protagonista. In seguito i due arrivano a Prescott, città fortificata, dove a portarli dentro è Tripp, un uomo che li conduce in un locale gestito da una donna di nome Francine e da suo marito Conrad. Clementine e Javier verranno però portati in una cella all'aperto, in quanto la giovane ragazza ha ucciso una delle persone presenti nel locale, accusandolo giustamente di averle consegnato dei proiettili difettosi. In prigionia, Clementine ha un flashback di Kenny (accadrà soltanto se nella seconda stagione il giocatore aveva deciso di andare via con lui e AJ), il quale muore sbranato dai vaganti dopo un incidente in macchina che lo paralizza alle gambe, sacrificatosi per permettere a Clementine di fuggire assieme al bambino.
Successivamente Eleanor, una dottoressa che in passato era la fidanzata di Tripp, cerca di convincere Javier ad andare a trovare i suoi familiari di notte, mentre Tripp suggerisce di iniziare ad incamminarsi durante il giorno. Se il giocatore ha scelto di andare con Tripp, il gruppo troverà Kate, Mariana e Gabe in uno sfasciacarrozze. Durante le ultime scene, Mariana viene uccisa con un colpo in testa dai banditi del bosco, un evento che porta alla scelta finale
dell'episodio: rimanere con Clementine e aiutarla ad uccidere i banditi, oppure andare via con Kate, rimasta ferita alla pancia da un proiettile. Dopo aver fatto una delle due scelte, Javi comincia a seppellire Mariana con una vanga, sostenendo, in lacrime, che non doveva accadere la morte della ragazzina. Successivamente, il gruppo si ricongiunge a Prescott, dove però scoprono con orrore che i banditi che avevano rapito i familiari di Javi hanno preso in ostaggio Francine. Nonostante le scelte, Francine muore, prima dopo che ha perso un dito per mano di una dei banditi, e finita con un colpo di pistola. Javi, Clementine, Gabe, Kate, Eleaonor, Tripp e Conrad riescono a scappare dalla città, ormai distrutta. Conrad sarà in uno stato di tristezza per la perdita di Francine, ma il gruppo gli fa capire che ora come ora è più importante riuscire a capire dove si trova l'accampamento dei banditi. Clementine rivela che i banditi si fanno riconoscere col nome "A New Frontier".

### L'Ultima Stagione (Quarta stagione)
Circa 3 anni dopo gli eventi di A New Frontier, Clementine ha continuato a crescere Alvin "AJ" Jr., ricordando le lezioni di Lee che le aveva insegnato. Guidano e si fermano in una stazione ferroviaria per cercare cibo. Dentro, trovano una cantina con una scorta di cibo ben fornita, ma la porta è truccata con una granata, e il rumore dell'esplosione attira un'orda di walker. Mentre guida per scappare, Clementine si schianta contro l'auto, e mentre si oscura, vede qualcuno afferrare AJ. Clementine si sveglia tra le rovine del Collegio di Ericson per Troubled Youth. Incontra Marlon, il leader di un gruppo di adolescenti della scuola, e scopre che si sono presi cura di AJ mentre si riprendeva. Clementine e AJ incontrano gli altri bambini, imparando che sono rimasti soli per un po' 'dopo essere stati abbandonati dallo staff della scuola, ma hanno trovato il modo di sopravvivere con la caccia e la pesca dai boschi vicini e usando le trappole per respingere i nonmorti. Mentre conosce gli altri e aiuta AJ ad apprendere le appropriate abilità sociali, Clementine viene a sapere della perdita di un gruppo di sorelle gemelle, Minerva e Sophie, circa un anno prima che ancora tormenta i bambini, in particolare Tenn, il fratello minore delle gemelle.
Marlon avverte Clementine che stanno esaurendo il cibo, l'area di sicurezza intorno alla scuola sta diventando più piccola nel tempo e ha il suo aiuto il giorno dopo con la caccia e la pesca. Nessuno dei due sforzi assicura abbastanza cibo, e Clementine suggerisce di tornare alla stazione ferroviaria per vedere quali scorte di cibo sono sopravvissute allo scoppio della granata, nonostante la stazione sia al di fuori della zona sicura designata. Clementine e AJ entrano nella stazione per assicurarsi il cibo, ma vengono affrontati da un uomo di nome Abel, che richiede una razione di cibo sotto la minaccia di armi da fuoco. Dopo aver rispettato o sottomesso Abel, Clementine e il suo gruppo tornano a scuola, raccontando del loro incontro. Quella sera, Clementine sente due voci che discutono attraverso il sistema di condotti, e trova Marlon e Brody, un'altra residente, che hanno una discussione accesa in cantina. Brody rivela a Clementine che Abel fa parte di un gruppo di predoni che Marlon ha scambiato Minerva e Sophie in cambio di sicurezza. Furioso per la rivelazione, Marlon la colpisce in testa provocandole uno squarcio profondo. Prima di morire di trauma cerebrale, Brody rivela a Clementine che Marlon intendeva anche scambiare lei e AJ se gli incursori fossero tornati. Marlon chiude Clementine in cantina con lo zombie di Brody appena trasformato. Dopo aver eliminato lo zombie di Brody, Clementine fugge dalla cantina per trovare Marlon tenuto sotto mira da AJ, attirando l'attenzione del resto dei bambini. Marlon prende la pistola da AJ e cerca di incastrare Clementine per la morte di Brody. Clementine riesce a convincere gli altri delle malefatte di Marlon e alla fine Marlon si arrende. Mentre gli altri discutono su cosa fare con Marlon, questi viene ucciso da AJ.
Nonostante i tentativi di Clementine e AJ di fare ammenda, gli altri bambini votano per far espellere la coppia dalla scuola. Fuori, incontrano Abel e un altro membro dei razziatori, che Clementine è scioccata di trovare è Lilly, una donna che Lee e Kenny avevano bandito dal loro gruppo dopo aver lasciato Macon, in Georgia 8 anni prima. Nonostante i suoi tentativi di negoziare con Clementine per convincere gli altri bambini a consegnarsi al suo gruppo, lei rifiuta e iniziano a cacciare lei e AJ, durante i quali AJ viene colpito allo stomaco. I due vengono salvati da James, un ex membro dei Whisperers, che rivela loro che i razziatori stanno reclutando con la forza persone per combattere nella loro guerra contro una comunità rivale. James tende alle ferite di AJ e le accompagna a scuola la mattina dopo, prima di partire per conto suo. Nonostante alcuni dei risentimenti dei bambini nei confronti di Clementine e AJ, li autorizzano a tornare in modo che AJ possa curare le sue ferite. Clementine li avvisa di Lilly e dei razziatori e fanno piani per preparare i terreni della scuola per un attacco.
Passano due settimane senza l'attacco in arrivo dei banditi, mettendo tutti in vantaggio. Mentre i bambini vanno a controllare i preparativi finali, Clementine può scegliere di accompagnare Louis o Violet e, in entrambi i casi, esprimere sentimenti romantici per loro. Poco dopo, i razziatori arrivano alla scuola, cercando di catturare altri bambini. Nel bel mezzo della battaglia, Lilly inavvertitamente uccide uno dei bambini, Mitch. Clementine si scontra con Abel che termina con loro cadendo da un balcone, rompendo la gamba di Abel. Dopo che Clementine salva Violet o Louis dal rapimento, Lilly e gli scagnozzi scappano, portando Omar, Aasim e qualsiasi altra persona che Clementine non abbia salvato. I bambini promettono di riavere indietro i loro amici, mentre Clementine interroga Abel. Le ferite di Abel dalla battaglia si rivelano fatali, ma Clementine è in grado di imparare da lui prima che muoia che il suo gruppo abbia un battello vicino a dove hanno stabilito il campo.
Clementine guida un piccolo gruppo per esplorare il battello e si rende conto che dovrebbero ricevere aiuto da James per mascherare il loro approccio con i camminatori. Sulla via del ritorno incontrano uno dei predoni che si rivela essere Minerva. Scoprono che è diventata leale con i razziatori e consiglia al gruppo di dare alle loro richieste se dovessero incrociarsi di nuovo. Mentre gli altri bambini tornano a scuola, Clementine e AJ trovano James, che li porta in un granaio pieno di camminatori dove spiega come i Whisperers li hanno raccolti in tali spazi, e che continua a vedere i non morti come persone di ogni genere, offrendo Clementine camminare tra di loro per sperimentare come li vede. Alla fine, Clementine convince James a guidare i pedoni per aiutare la notte seguente.
Di ritorno a scuola, Willy scopre i materiali per fare una bomba che intende usare per distruggere la barca dopo aver salvato i loro amici. I bambini tornano alla barca e incontrano James, che confida in Clementine la sua convinzione che come AJ ha già ucciso un essere umano vivente, Marlon, potrebbe essere cambiato in modo permanente se dovesse uccidere di nuovo, in relazione al proprio passato. Usando gli erranti, Clementine, AJ, e Violet (o Louis) si avvicinano di soppiatto alla barca, piantano la bomba nella caldaia della barca per poi trovare Minerva la quale sorveglia i prigionieri. Tuttavia, vengono traditi da Minerva e catturati. Lilly affronta Clementine, dicendole che Minerva ha ucciso Sophie quando ha cercato di sfuggire al loro gruppo. Lilly nota che AJ è potenzialmente influente e lo porta via, lasciando Minerva a guardia degli altri. Tuttavia, Clementine ingegnerizza la propria fuga e neutralizza Minerva. Dice agli altri di lasciare la barca prima che esploda mentre lei va a salvare AJ.
Sul ponte, Clementine si avvicina furtivamente a Lilly, mentre cerca di convincere AJ a unirsi a lei, e si prepara a uccidere James e Tenn catturati. Clementine attacca Lilly e scoppia una lotta, con i bambini che ottengono il sopravvento contro Lilly. AJ tiene Lilly sotto tiro, e Clementine può dirgli di ucciderla o di risparmiarla; se risparmiata, Lilly uccide James. Durante il caos, la bomba esplode e la nave esplode, separando Clementine dal resto del gruppo.
Dopo l'esplosione e vare peripezie, Clementine ed AJ si riescono a ritrovare con tutto il gruppo, ma presto gli erranti li circondano. Clementine ad AJ si offrono di coprire gli altri mentre corrono verso il carro che li riporterà alla scuola, ma non riusciranno a salire poiché gli erranti sono troppi e sono costretti a fuggire (vi sarà anche Ten con loro).
Durante la fuga reincontrano James e scappano dentro una caverna, dove gli zombie riusciranno a penetrare. Dopo aver attraversato il fiume che divide la caverna, il gruppo cerca di capire la via d'uscita. Ad un certo punto, se vivo, James cerca di rapire AJ poiché non ritiene Clementine la sua corretta guida, AJ morde James per liberarsi e lo colpisce con una pietra tagliandogli la mano. Clementine e James discutono fino a che gli zombie non li costringono a scappare. James si sacrifica per farli scappare.
Una volta usciti si reincontrano con Louis, se vivo, che li guida sulla strada della scuola. A un certo punto si trovano su un ponte, dove riapparirà Minerva gravemente ferita dagli zombie che vuole prendere con sé il fratello Ten. Anche in base a ogni scelta del giocatore, Clementine verrà ferita gravemente alla gamba da Minerva. AJ e Clementine sono circondati dagli zombie e provano a scavalcare una parete rocciosa, ma quasi in cima, quasi in salvo, Clementine viene morsa.
I due riescono a rifugiarsi nel capanno dove James teneva gli zombie. Clementine peggiora, si ritrova bloccata a terra, senza forze per via del morso (degna di nota la somiglianza della postura di Clementine a quella di Lee nell'epilogo del primo The Walking Dead e degli incoraggiamenti fatti ad AJ) in una scena strappalacrime. AJ colpisce Clementine con l'ascia, ponendo fine alla sua sofferenza.
Troviamo un flashback di Clementine, prima dell'inizio dell'avvenuta di questo capitolo, quando Clem va a salvare AJ dove venne abbandonato dal Dott. Lingard (personaggio di The Walking Dead New Frontier, che lo dirà a Clementine). Dopo aver ucciso la donna che se ne era occupato, Clementine prende AJ e scappa con l'auto che troveremo all'inizio del gioco, non prima di aver promesso di non abbandonare AJ.
Dopo questo flashback, troviamo AJ intento a pescare, dopo essersi riunito con il gruppo alla scuola. Il giocatore potrà perdonare, se vivo, Ten e tornare insieme alla scuola dove ad attenderlo, a sgomento del giocatore, vi è Clementine con una gamba amputata che accoglie AJ. AJ si è infatti ricordato di quel che Clementine gli aveva detto a proposito di Abel: un uomo morto può salvarsi se l'arto viene mozzato prima che l'infezione si propaghi.
Clem e AJ hanno finalmente una casa.

## Modalità di gioco
The Walking Dead è un'avventura grafica, giocata da una prospettiva in terza persona con una varietà di inquadrature cinematografiche, in cui i protagonisti, Lee Everett e Clementine, devono lottare per la sopravvivenza in un mondo sconvolto dall'Apocalisse zombie. Il giocatore può esaminare e interagire con i personaggi e l'ambiente circostante, utilizzando occasionalmente oggetti presenti nell'inventario. Lee e Clementine possono interagire con tali elementi in vari modi: ad esempio, mentre si può conversare con un personaggio, è anche possibile osservarlo o donargli qualcosa, e le opzioni possibili cambiano sempre a seconda della situazione. Secondo Robert Kirkman, The Walking Dead si concentra maggiormente sulla storia e lo sviluppo dei personaggi, allontanandosi dagli archetipi presenti in molti altri giochi del genere, come Left 4 Dead o Dead Island.
Durante molte parti dell'avventura, il gioco richiede di rispondere o comunicare con gli altri personaggi scegliendo tra 3 diverse opzioni di dialogo, e la scelta del giocatore avrà un enorme impatto sul corso della trama e sulla natura dei personaggi, espandendo notevolmente un concetto introdotto in precedenza in molti giochi di ruolo (RPG). Durante le conversazioni, al giocatore verrà concesso un periodo di tempo limitato per rispondere, al termine del quale Lee, o Clementine, rimarranno in silenzio se non viene selezionata una delle opzioni disponibili. A differenza di molti altri titoli, come la serie di Mass Effect o Fallout, dove le scelte si basano principalmente sul bene o sul male, le decisioni compiute in The Walking Dead hanno dei notevoli risultati molto più ampi e influenti, arrivando a modificare e plasmare le caratteristiche di Lee e del suo intero gruppo. Il giocatore può inoltre abilitare le notifiche delle sue scelte, indicando così i numerosi cambiamenti e le conseguenze delle decisioni tramite dei brevi messaggi che appariranno nello schermo. Nelle sequenze d'azione e di combattimento, invece, il giocatore dovrà seguire le indicazioni e premere i pulsanti mostrati per restare in vita (quick time event), o proteggere altri personaggi dagli zombie. Se durante queste parti si morirà, l'azione riprenderà dall'inizio della sequenza, e il gioco salverà i progressi automaticamente. Altre situazioni cronometrate coinvolgono invece decisioni molto più importanti, come la scelta di quale dei due determinati personaggi venga mantenuto in vita.
Ogni episodio contiene cinque punti in cui il giocatore dovrà prendere una decisione estremamente importante, scegliendo tra una delle due opzioni disponibili. Attraverso i server di Telltale, queste scelte vengono da loro registrate, e al termine di ciascun episodio, verrà mostrata una tabella raffigurante le decisioni che tutti gli altri giocatori hanno invece compiuto. The Walking Dead può ovviamente essere completato a prescindere dalle scelte fatte in queste speciali situazioni, ma verranno apportate delle modifiche al comportamento dei personaggi e alla loro stessa presenza. Il gioco permette quindi di registrare molteplici file di salvataggio, e include inoltre un'opzione di riavvolgimento degli episodi, in modo da facilitare l'esplorazione degli altri "sentieri" di gioco.

## Episodi

### Prima stagione
| Episodio | Scritto da                                                          | Pubblicazione originale (PC, OS X, X360, PS3) | Pubblicazione iOS | Valutazione GameRankings               | Valutazione Metacritic                 |
| --- | ------------------------------------------------------------------- | --------------------------------------------- | ----------------- | -------------------------------------- | -------------------------------------- |
| |                                                                     |                                               |                   |                                        |                                        |
| Episodio 1 - A New Day | Sean Vanaman                                                        | 24 aprile 2012                                | 26 luglio 2012    | (PS3) 85,14% (X360) 83,87% (PC) 83,38% | (PS3) 84/100 (PC) 82/100 (X360) 79/100 |
| All'inizio dell'apocalisse zombie, Lee Everett salva la piccola Clementine e si unisce ad un gruppo di superstiti di Macon. |                                                                     |                                               |                   |                                        |                                        |
| |                                                                     |                                               |                   |                                        |                                        |
| Episodio 2 - Starved for Help | Mark Darin, Chuck Jordan                                            | 27 giugno 2012                                | 29 agosto 2012    | (PC) 86,53% (X360) 86,26% (PS3) 85,90% | (PC) 84/100 (X360) 84/100 (PS3) 84/100 |
| Il gruppo esaurisce ben presto il cibo, ma vengono accolti dai St. Johns, una famiglia che possiede un caseificio. Tuttavia, scopriranno che le loro intenzioni non sono quelle che sembrano. |                                                                     |                                               |                   |                                        |                                        |
| |                                                                     |                                               |                   |                                        |                                        |
| Episodio 3 - Long Road Ahead | Sean Vanaman, Jake Rodkin, Harrison G. Pink                         | 28 agosto 2012                                | 18 ottobre 2012   | (X360) 88,47% (PS3) 86,11% (PC) 85,41% | (X360) 88/100 (PS3) 87/100 (PC) 85/100 |
| Quando i banditi e gli zombie attaccano il motel, il gruppo è costretto a fuggire, trovando per strada un treno operativo, che utilizzano per raggiungere Savannah: lì Clementine spera di trovare i suoi genitori. |                                                                     |                                               |                   |                                        |                                        |
| |                                                                     |                                               |                   |                                        |                                        |
| Episodio 4 - Around Every Corner | Gary Whitta                                                         | 9 ottobre 2012                                | 8 novembre 2012   | (PC) 84% (X360) 82,50% (PS3) 78,94%    | (X360) 82/100 (PS3) 81/100 (PC) 80/100 |
| Il gruppo arriva a Savannah per cercare una barca, ma si ritroveranno nel bel mezzo di un conflitto che coinvolge la comunità di Crawford e un uomo misterioso che sembra seguirli. |                                                                     |                                               |                   |                                        |                                        |
| |                                                                     |                                               |                   |                                        |                                        |
| Episodio 5 - No Time Left | Sean Vanaman                                                        | 20 novembre 2012                              | 20 novembre 2012  | (PC) 94,75% (X360) 88,15% (PS3) 87,75% | (PC) 89/100 (X360) 89/100 (PS3) 88/100 |
| Lee e i restanti membri del gruppo esplorano Savannah per salvare Clementine, rapita dallo sconosciuto. |                                                                     |                                               |                   |                                        |                                        |
| |                                                                     |                                               |                   |                                        |                                        |
| DLC - 400 Days | Sean Vanaman, Sean Ainsworth, Nick Breckon, Mark Darin, Gary Whitta | 2 luglio 2013                                 | 2 luglio 2013     | (PS3) 78,20% (PC) 78% (X360) 76,88%    | (X360) 80/100 (PS3) 78/100 (PC) 78/100 |
| La storia si concentra su cinque nuovi personaggi che provano a sopravvivere durante i primi 400 giorni dell'Apocalisse zombie: Vince, un criminale condannato; Wyatt, un uomo che fugge da un inseguitore sconosciuto; Russell, un ragazzino che si sta dirigendo verso la casa della nonna, preoccupato per lei; Bonnie, una tossicodipendente; e Shel, una ragazza che scappa da un campo insieme alla sorella Becca. L'epilogo introduce infine Tavia, alla ricerca di questi cinque sopravvissuti. |                                                                     |                                               |                   |                                        |                                        |

### Seconda stagione
| Episodio | Scritto da                                                   | Pubblicazione    | Valutazione GameRankings               | Valutazione Metacritic                 |  |
| --- | ------------------------------------------------------------ | ---------------- | -------------------------------------- | -------------------------------------- |  |
| |                                                              |                  |                                        |                                        |  |
| Episodio 1 - All That Remains | Nick Breckon, Andrew Grant, Dennis Lenart                    | 17 dicembre 2013 | (PS3) 81,29% (PC) 78,76% (X360) 77,50% | (PS3) 82/100 (X360) 80/100 (PC) 78/100 |  |
| Con la morte di Lee e di tutti quelli che poteva definire amici, Clementine deve ora sopravvivere da sola, provando nuovi dolori.                                                                |                                                              |                  |                                        |                                        |  |
| |                                                              |                  |                                        |                                        |  |
| Episodio 2 - A House Divided | Nick Breckon, Eric Parsons                                   | 4 marzo 2014     | (PS3) 87,29% (PC) 81,39% (X360) 79,44% | (PS3) 82/100 (PC) 81/100 (X360) 80/100 |  |
| Dopo aver incontrato un vecchio amico, Clementine fa adesso parte di un altro gruppo di sopravvissuti, lottando per la sopravvivenza e conoscendo il malvagio William Carver.                    |                                                              |                  |                                        |                                        |  |
| |                                                              |                  |                                        |                                        |  |
| Episodio 3 - In Harm's Way | Pierre Shorette, Graham Ross                                 | 13 maggio 2014   | (PS3) 82,43% (X360) 82,25% (PC) 82,22% | (X360) 82/100 (PC) 81/100 (PS3) 80/100 |  |
| Il gruppo è adesso prigioniero nel campo di Carver, il quale ha intenzione di fortificare la prossima generazione attraverso ogni mezzo necessario: Clementine deve trovare un modo per fuggire. |                                                              |                  |                                        |                                        |  |
| |                                                              |                  |                                        |                                        |  |
| Episodio 4 - Amid the Ruins | JT Perry, Eric Stirpe, Jason Latino                          | 22 luglio 2014   | (PS3) 79,22% (PC) 78,58% (X360) 72%    | (PS3) 78/100 (PC) 78/100 (X360) 71/100 |  |
| Con il gruppo sparso in mezzo ad un'orda di morti viventi, l'unico obiettivo di Clementine consiste adesso nel riunirsi con i suoi amici e proteggerli.                                          |                                                              |                  |                                        |                                        |  |
| |                                                              |                  |                                        |                                        |  |
| Episodio 5 - No Going Back | Nick Breckon, Pierre Shorette, Sean Ainsworth, Dennis Lenart | 26 agosto 2014   | (PS3) 81,67% (PC) 79,19% (X360) 77%    | (PS3) 87/100 (X360) 84/100 (PC) 78/100 |  |
| La nascita del figlio di Rebecca e la successiva morte di quest'ultima ha dato inizio alla lotta decisiva per la sopravvivenza: il gruppo farà di tutto per proteggere il neonato.               |                                                              |                  |                                        |                                        |  |

## Sviluppo

### Diritti
Prima di The Walking Dead, Telltale Games aveva creato diversi altri giochi d'avventura basati su proprietà sotto licenze, incluse tre stagioni di Sam & Max (basate sui fumetti e sui precedenti videogiochi) e cinque episodi dal titolo collettivo di Tales of Monkey Island, che costituiscono una sorta di seguito della celebre serie. Nel 2010 la compagnia si assicurò i diritti di due film dagli Universal Studios, creando di conseguenza Back to the Future: The Game e Jurassic Park: The Game.
Ma fu nel febbraio 2011 che Telltale annunciò specifici accordi con la Warner Bros. per sviluppare la serie episodica basata su The Walking Dead. In questo caso, però, gli accordi comprendevano anche la possibilità di pubblicare il gioco per molteplici console nel corso dell'anno, e il primo episodio doveva essere messo in commercio durante il quarto trimestre del 2011.

### Creazione

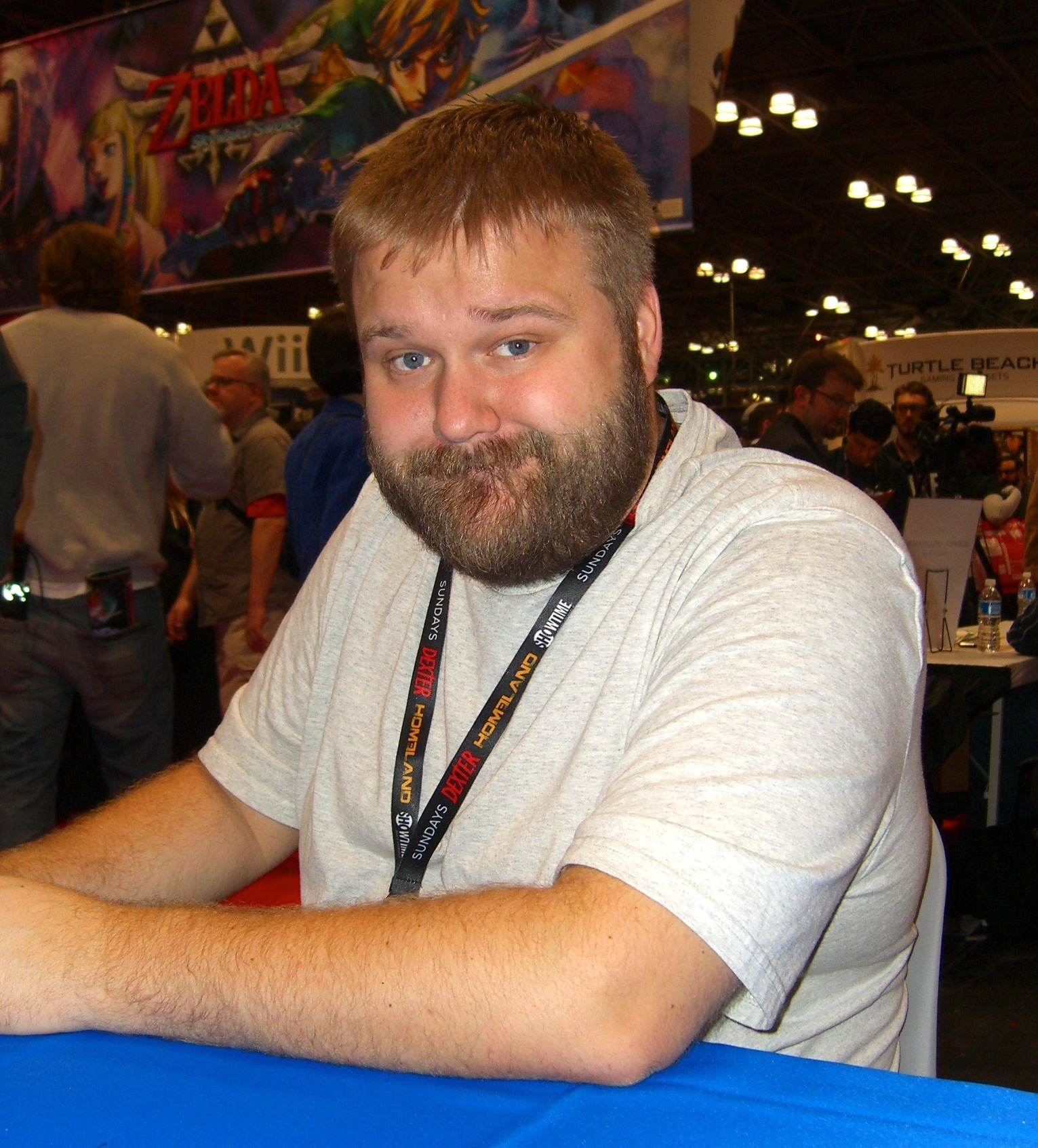
Robert Kirkman, autore dei fumetti e principale supervisore dello sviluppo del videogioco

Durante lo sviluppo del gioco, Robert Kirkman e la casa editrice statunitense di fumetti Skybound Entertainment lavoravano insieme a Telltale. Kirkman aveva precedentemente giocato Strong Bad's Cool Game for Attractive People di Telltale, e notò che «[la compagnia] si concentra decisamente nel raccontare ai giocatori una buona storia, e ho pensato che avrebbero fatto un ottimo lavoro a crearne una basata sul mio fumetto». Telltale gli si avvicinò quindi con una proposta che, a detta di Kirkman, «coinvolgeva una storia dettata dalle scelte del giocatore e le profonde conseguenze di tali decisioni, piuttosto che una concentrata su uccisioni di zombie o raccolta di munizioni». L'enfasi sulla lotta per la sopravvivenza e sulla trama matura lo convinse infine a far parte del progetto. Da allora, Kirkman iniziò a lavorare con Telltale, assumendo il ruolo di supervisore principale durante lo sviluppo e assicurandosi che le idee della compagnia fossero adatte all'universo di The Walking Dead, più o meno allo stesso modo in cui lavorava per la serie televisiva. Dan Connors, l'amministratore delegato di Telltale, ha dichiarato che lavorare con Kirkman facilitò la creazione di una trama originale e di nuovi personaggi, piuttosto che lavorare su quelli già presenti nel fumetto. Una delle poche richieste di Kirkman fu proprio quella di evitare riferimenti o la presenza stessa del protagonista del fumetto, Rick Grimes, dato che espresse ai tempi la sua idea di inserire il personaggio in altri media. Kirkman non era rimasto inizialmente colpito dal primo episodio del videogioco, ma a detta dello sviluppatore Jake Rodkin, dopo che Telltale gli presentò una trama quasi completa, il fumettista affermò scherzosamente «merda ragazzi, ce l'avete fatta».
Connors ha affermato che, durante il periodo di sviluppo, vennero influenzati principalmente dal celebre Heavy Rain di Quantic Dream e dalla serie di Uncharted per creare le scene cinematografiche (cutscenes), mentre il concetto di una trama influenzata dalle scelte del giocatore si basava su Mass Effect: entrambi i fattori vennero però espansi notevolmente. Oltre alla serie televisiva di The Walking Dead, Telltale prese spunto anche da Il Trono di Spade e Mad Men allo scopo di imparare a sviluppare bene i personaggi in un breve tempo.

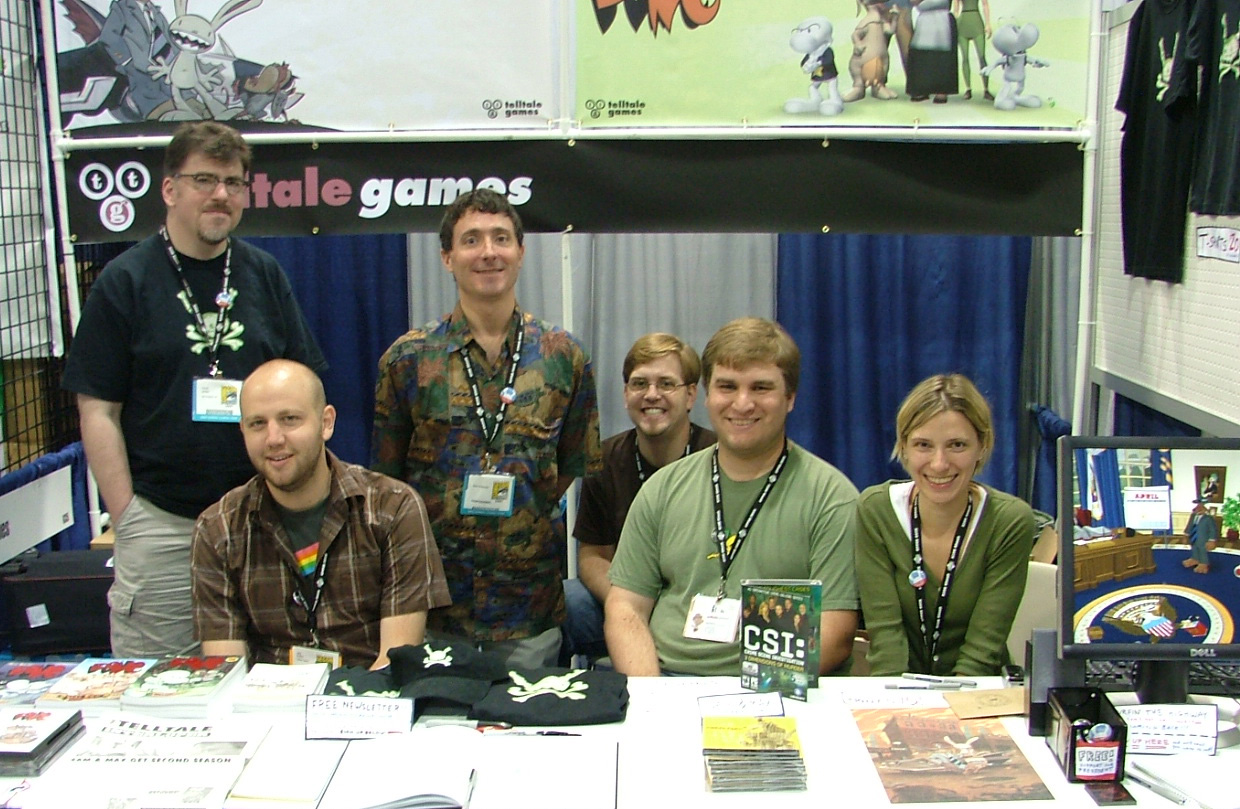
Il team di sviluppo di Telltale. Da sinistra verso destra: Chuck Jordan, Jake Rodkin, Dave Grossman, Daniel Farjam Herrera, Doug Tabacco e Emily Morganti

Curiosamente, la trama di The Walking Dead cominciò ad essere sviluppata partendo proprio dalla scena finale, dove Clementine spara a Lee per evitare la sua trasformazione in zombie, o lo abbandona, a seconda della decisione del giocatore. Di conseguenza, il personaggio di Clementine venne considerato da Telltale fondamentale per lo sviluppo del gioco, e il team decise di concentrarsi soprattutto sui vari modi per renderla la bussola morale della storia, ma assicurandosi allo stesso tempo che non risultasse al giocatore una bambina fastidiosa o piagnucolosa. Allo stesso modo, la scena con l'uomo sconosciuto all'hotel The Marsh House è stata progettata durante le prime fasi di sviluppo, e utilizzata anche per analizzare tutte le decisioni compiute nel gioco ponendole su una base morale, e permettendo così al giocatore di rispondere, se lo desiderava, alle accuse dell'uomo. Ogni episodio è stato sviluppato associando uno scrittore a un game designer: in questo modo è stato evitato un enorme divario tra gameplay e storia, a detta di Vanaman, anche se ciò comportò l'eliminazione di numerose idee di gioco. Ad esempio, era stata inizialmente progettata una scena in cui tutti i membri del gruppo dovevano sparare per diversi minuti ad un'orda immensa di zombie, ma secondo gli sviluppatori, questa sequenza non riuscì ad entrare in sintonia con il senso di panico che avevano intenzione di trasmettere, e venne quindi rimossa.

### Scelte
Un aspetto importante nella creazione di The Walking Dead era il concetto della morte, sia dei personaggi giocabili che di quelli non giocabili. Telltale stessa era composta da numerosi ex dipendenti della LucasArts, i quali avevano precedentemente sviluppato videogiochi in cui il protagonista non poteva mai morire. Vennero infatti progettate diverse scene o situazioni durante le quali Lee, Clementine o dei personaggi non giocabili sarebbero morti se i giocatori non avessero reagito abbastanza velocemente, e l'avventura sarebbe poi ripresa dal punto in cui iniziavano tali eventi, dando così al giocatore una seconda possibilità. Durante le prime fasi dello sviluppo, Telltale decise di utilizzare i propri strumenti e tecnologie per monitorare le azioni e le scelte dei giocatori, ma sfruttando questa volta al massimo le potenzialità dei mezzi, rivelando alla fine di ogni episodio delle statistiche globali.
L'obiettivo primario di Telltale era quello di introdurre delle scelte che avrebbero influenzato il corso della trama, ma non il finale della stessa, allo scopo di rendere il giocatore più interessato alla storia e impedirgli di utilizzare continuamente la funzione di riavvolgimento degli episodi. Telltale impiegò quindi gran parte del suo tempo per assicurarsi che nessuna scelta sembrasse punitiva nei confronti del giocatore. Whitta affermò infatti che «tutte le decisioni sono ugualmente sbagliate». Gli sviluppatori volevano creare delle scelte che avrebbero influenzato significativamente la storia, ma che allo stesso tempo non l'avrebbero del tutto modificata, o alterata. Durante le situazioni del gioco in cui è necessario fare una scelta importante, l'obiettivo del team era quello di dividere equamente il pubblico, rendendo i dialoghi dei personaggi i più neutrali possibili; ritenevano infatti che una scissione del 75 al 25% non era ideale. Notarono tuttavia che questi casi si verificarono sia nel primo episodio, dove il giocatore doveva decidere di salvare Carley o Doug, con la maggioranza dei giocatori che scelsero di aiutare Carley, sia nel secondo episodio, dove viene data l'opzione di liberare un uomo bloccato in una trappola per orsi tagliando la sua gamba, oppure di lasciarlo indietro: in questo caso, la decisione collettiva fu quella di aiutarlo. Pertanto, negli episodi successivi decisero di eliminare ogni "suggerimento" presente nei dialoghi dei personaggi, in modo da non condizionare il giocatore.

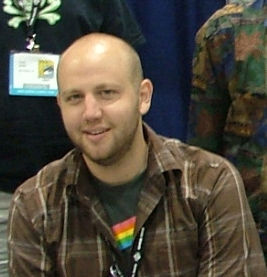
Jake Rodkin, uno dei principali sviluppatori di The Walking Dead

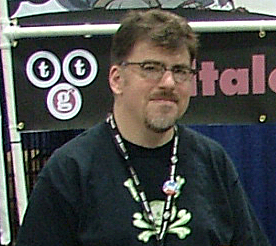
Chuck Jordan, uno degli scrittori più importanti del videogioco

In alcuni casi, il team di sviluppo dovette lavorare sul destino dei personaggi in modo da restare fedeli alla cronologia dei fumetti. Nel primo episodio, ad esempio, viene introdotto al giocatore il personaggio di Hershel Greene, mostrato nell'opera di Kirkman come un uomo severo a causa della trasformazione in zombie di suo figlio Shawn durante le prime fasi dell'Apocalisse. Una delle prime decisioni consiste proprio nel salvare Shawn o Duck, ma a prescindere dalla scelta del giocatore, sarà comunque il figlio di Hershel a morire, in modo da mantenere la continuità con il fumetto. Questa scelta influenzerà principalmente il rapporto d'amicizia tra Lee e Kenny. In altri casi, invece, Telltale progettò delle scene e delle decisioni sapendo che la maggior parte dei giocatori sarebbe stata predisposta ad aiutare un determinato personaggio, piuttosto che un altro. L'esempio da loro citato è quello di Larry, introdotto nel primo episodio come un padre aggressivo e razzista. Basandosi sulle statistiche globali, Telltale si rese conto che quasi tutti i giocatori non avrebbero esitato alla prima occasione ad abbandonarlo o ucciderlo, e, di conseguenza, crearono numerose conversazioni tra Lee e Lilly al solo scopo di far empatizzare il giocatore con Larry. L'idea del team era infatti quella di rendere più difficile e straziante una scelta da compiere nel secondo episodio, dove bisogna aiutare Kenny ad uccidere Larry, il quale è già probabilmente morto a causa di un infarto e sta per trasformarsi in zombie, oppure provare a risvegliarlo. Telltale rilevò quindi che il 75% dei giocatori voleva adesso aiutare Larry, un risultato che si aspettavano.
Gli sviluppatori utilizzarono queste statistiche globali per creare gli episodi futuri del videogioco. Gary Whitta, scrittore del quarto capitolo, analizzò accuratamente le decisioni prese dai giocatori nel corso dei precedenti tre episodi, allo scopo di determinare lo sviluppo generale della trama, e della sua ormai vicina conclusione. Ad esempio, durante il terzo capitolo, il giocatore deve scegliere se uccidere Duck per impedire la sua trasformazione, oppure dare la pistola a Kenny per far uccidere a lui il figlio. Di conseguenza, Whitta ideò una scena del quarto episodio in cui Kenny trova un ragazzo molto simile a Duck che sta morendo di fame in soffitta e sta per diventare uno zombie. Anche in questo caso, il giocatore è costretto a decidere di porre fine alle sofferenze del bambino, o di lasciarlo fare a Kenny. Questa volta, però, è disponibile anche una terza opzione, ovvero abbandonare semplicemente il bambino in soffitta e farlo trasformare in zombie: ovviamente questa decisione avrebbe inciso aspramente sul rapporto tra il gruppo e Lee. Nella prima parte del quinto episodio, infatti, gli sviluppatori idearono 32 variazioni delle scene iniziali, a seconda del rapporto di Lee con gli altri personaggi. L'elevato numero di diversi scenari possibili venne considerato necessario per rendere il gioco "organico" agli occhi del singolo giocatore, facendogli capire che più storie, dialoghi e scene differenti si fossero infine intrecciate nella trama generale, piuttosto di aver semplicemente intrapreso uno specifico percorso di gioco.

### Design dei personaggi
Il direttore artistico e character designer del videogioco, Derek Sakai, si occupò della creazione dei personaggi e delle loro espressioni facciali. Al disegnatore venne specificamente richiesto di non basarsi sulla simmetria per contribuire a rendere i modelli più simili agli esseri umani, in quanto ritenevano che non fosse necessario per dare un senso generale di realismo. Nonostante questa proibizione, Sakai riuscì a dar vita a tutti i personaggi del videogioco senza particolari problemi, provando ad assegnare a ciascuno di essi un elemento che fosse iconico, o memorabile, come il cappello di Clementine o la piccozza di Molly. In particolare, Sakai trasse ispirazione dall'aspetto fisico della figlia per disegnare Clementine.

### Piattaforme
Il motore grafico utilizzato per The Walking Dead è stato ottimizzato da Telltale per facilitare la pubblicazione del gioco su molteplici piattaforme, le quali comprendevano PC, console videoludiche e dispositivi mobili, allo scopo di ridurre al minimo il lavoro di portabilità (porting in lingua inglese). Tuttavia, il team di sviluppo si concentrò lo stesso sul raggiungimento dei migliori schemi di controllo disponibili per ogni piattaforma; in particolare, il sistema di touch screen sui dispositivi mobili è stato ideato da Telltale grazie all'esperienza acquisita dalla creazione di Back to the Future: The Game. Una delle principali sfide durante lo sviluppo degli episodi della prima stagione fu proprio il formato dei file di salvataggio, i quali dovettero essere continuamente aggiornati e corretti per le diverse console, e in alcuni casi ciò causò il malfunzionamento dei file già esistenti. Le correzioni apportate ai primi episodi, inoltre, potevano risultare come dei problemi per i successivi. Connors ha dichiarato che, durante lo sviluppo della seconda stagione, il team di sviluppo si rivelò essere «molto più diligente», riuscendo infine a risolvere tutti i problemi relativi ai salvataggi.
Nelle loro precedenti serie sviluppate per più piattaforme, Telltale riscontrò delle difficoltà nello stabilire date di pubblicazione che avrebbero accontentato tutti i giocatori. Tale problema era causato principalmente dal servizio Xbox Live Arcade per Xbox 360: per le piccole compagnie come Telltale, ai tempi, risultava complicato organizzarsi con aziende più grandi per pianificare le pubblicazioni delle riedizioni. Dopo il successo di Back to the Future: The Game e Jurassic Park: The Game, però, Telltale riuscì ad assumere ufficialmente un ruolo di editore all'interno di Xbox Live, una posizione che permise al team di sviluppo di controllare più facilmente le date di pubblicazione di The Walking Dead. Inoltre, riuscirono a progettare il gioco in modo da permettere lo scaricamento dei singoli episodi sui servizi PlayStation Network, Steam e Xbox Live, riuscendo così a rendere disponibile il gioco per PC e console nello stesso giorno.

### Sequel
Dato l'enorme successo della prima stagione di The Walking Dead (un successo che fece considerare Telltale una delle migliori compagnie videoludiche del 2012), il team di sviluppo annunciò la seconda stagione del videogioco un anno dopo, alla fine di ottobre 2013, e il primo episodio venne quindi pubblicato durante il quarto trimestre dello stesso anno.
Durante un'intervista del sito web IGN, Gary Whitta affermò che «non ci sarà bisogno di attendere la seconda stagione per giocare ancora un po' di The Walking Dead», e ha continuato «posso dirvi solo quello che già sapete, ovvero che ci sarà una seconda stagione. Non c'è davvero molto altro da promettervi, perché siamo ancora all'inizio... dovrete pazientare ancora un po'. Ma dato che sappiamo che molti di voi vogliono subito altri contenuti di The Walking Dead, possiamo benissimo rassicurarvi dicendo che quei contenuti ci saranno. Potremmo presentarvi qualcosa in più durante l'attesa della seconda stagione», riferendosi quindi alla pubblicazione di 400 Days. Un'idea che il team di sviluppo voleva implementare durante la creazione della seconda stagione era quella di permettere ai giocatori di riutilizzare il loro file di salvataggio della precedente avventura, in modo da trasferire tutte le loro decisioni per influenzare il corso della seconda stagione. A detta di Connors, Telltale stava anche lavorando per provare ad incorporare tutti gli elementi che i giocatori avevano apprezzato della prima stagione, e perfezionarli in questa nuova avventura, considerando allo stesso tempo come avrebbero continuato la trama. Connors ha anche dichiarato che cercavano dei modi per mantenere i giocatori occupati durante la pubblicazione dei diversi episodi.
La creazione della seconda stagione ebbe inizio con il solo scopo di contrastare tutto il lavoro completato del titolo precedente, per dar vita a qualcosa di diverso. Durante le prime fasi dello sviluppo, infatti, il team dovette decidere il nuovo protagonista e il nuovo gruppo di sopravvissuti, incluso un altro "protettore" di Clementine, per provare a sostituire Lee. Alla fine scelsero proprio Clementine come il personaggio principale della seconda stagione, dato che sentivano il bisogno di espandere la sua storia. Cambiando la prospettiva del giocatore da quella di Lee a quella della bambina, Telltale voleva adesso creare una storia adatta per la piccola protagonista. Al posto di Lee, il cui obiettivo era proteggere Clementine e tutto il gruppo, la bambina dovrà invece determinare di chi fidarsi. Il team sottolineò questa nuova prospettiva di gioco utilizzando diverse angolazioni della telecamera da un punto di vista più basso, per evidenziare il fatto che Clementine rimane comunque una bambina paragonata agli altri membri del gruppo. Gli sviluppatori capirono anche che non dovevano realizzare Clementine come una bambina "costruita" dai personaggi della prima stagione, ma dalle decisioni del giocatore. Per risolvere questo problema, decisero di uccidere durante le prime scene del gioco Omid e Christa, ovvero quel che Clementine poteva chiamare una famiglia. Il concetto che il team di sviluppo ha tenuto in mente durante la creazione della seconda stagione era che «[Clementine] è una bambina di nove anni, ma al mondo non importa».
Durante l'annuncio della seconda stagione, Clementine venne infine confermata ai giocatori come il personaggio principale, con la conseguente dichiarazione di Connors «questo metterà i giocatori nei panni di una piccola, coraggiosa protagonista che dovrà sfidare un mondo in cui non potrai fidarti di nessuno».

## Colonna sonora

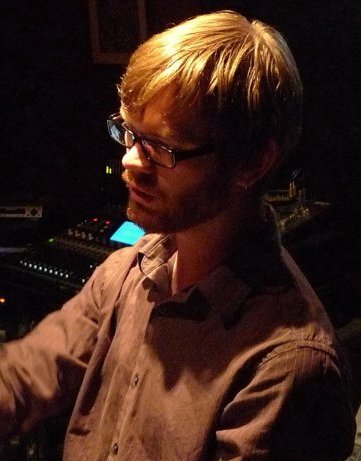
Jared Emerson-Johnson, il compositore delle musiche di The Walking Dead

Le musiche delle due stagioni e dell'episodio addizionale 400 Days sono state composte da Jared Emerson-Johnson, talentuoso musicista, progettista del suono e doppiatore americano, il quale aveva già lavorato per numerosi altri titoli di Telltale Games. Ogni brano fornisce un adeguato accompagnamento alla situazione, che essa sia intensa o concentrata maggiormente sull'esplorazione dell'ambiente circostante. Agli occhi della critica, le musiche di The Walking Dead costituiscono uno dei vari punti forti del gioco, sostenendo che sono in grado di trasmettere forti emozioni ai giocatori, specialmente durante situazioni commoventi. Game Informer afferma durante la loro recensione della prima stagione che:
(Dall'articolo The Walking Dead - Telltale Games' Crowning Achievement della rivista Game Informer)
Le colonne sonore di entrambe le stagioni vinsero quindi numerosi premi e riconoscimenti.

### Album
The Walking Dead: Original Game Score è la colonna sonora ufficiale della prima stagione del videogioco, pubblicata digitalmente sul sito ufficiale di Telltale Games il 19 novembre 2013.
Tutte le tracce sono state composte da Jared Emerson-Johnson.
1. Twist of Fate - 3:51
2. Clementine Suite - 7:05
3. Terror Mysterious - 2:40
4. Hershel's Farm - 4:00
5. Fathers and Sons - 2:09
6. Strike from the Shadows - 4:30
7. Goodnight Irene - 2:39
8. Family Ties - 4:27
9. One Foot Before the Other - 1:50
10. Everett's Prescription - 6:06
11. Lights Out - 2:20
12. Starved for Help - 1:45
13. Keeping Time - 1:19
14. The Bear Trap - 1:31
15. Division - 2:54
16. Jolene's Abandoned Campsite - 2:11
17. St. John's Dairy - 5:29
18. Out of Sight, Out of Mind - 5:25
19. Skeletons in the Closet - 4:15
20. Unnatural Causes - 2:29
21. Barn Dance - 2:45
22. Bitter Revenge - 2:29
23. Long Road Ahead - 1:23
24. Sigh No More, Beatrice - 2:19
25. A Traitor Within - 2:37
26. The Bandits' Raid - 2:27
27. Lilly Snaps - 5:04
28. Rails and Wretches - 6:39
29. Mother and Son - 4:02
30. Training Clementine - 2:15
31. Leading the Hoarde - 0:49
32. Safety Inspections - 2:57
33. A Stranger in Savannah - 0:56
34. River Street - Above and Below - 5:07
35. Refractions - 3:46
36. Where's Clem - 4:21
37. Inside Crawford - 5:05
38. Dark Rooms - 3:59
39. Escape from the School - 4:59
40. No Time Left - 1:22
41. Climbing Through the Dark - 1:57
42. What a View - 1:18
43. Square One - 1:36
44. Mansion Siege - 3:44
45. Passages - 2:19
46. Save Yourself - 2:06
47. Uncertain Fate - 2:27
48. The Man on the Radio - 3:05
49. The Gauntlet - 1:17
50. Questions Answered - 1:39

Vi sono in più altri tre brani della colonna sonora non presenti nell'album:
1. Ducktective - 2:12
2. Chuck - 2:20
3. Take Us Back (Alela Diane) - 3:08

## Distribuzione e riedizioni
La prima stagione di The Walking Dead è stata originariamente annunciata come una serie di cinque episodi con pubblicazioni approssimativamente mensili, per Microsoft Windows, OS X, PlayStation 3, Xbox 360 e come contenuto scaricabile. Telltale aveva pianificato di iniziare a pubblicare gli episodi a partire dal 2011, ma decisero di attendere fino ad aprile 2012. Questo perché, durante quel periodo, era stata appena raggiunta la conclusione della seconda stagione della serie televisiva, e Telltale aveva intenzione di sfruttare la popolarità dello show.
Telltale ha poi annunciato che avrebbero reso disponibile una versione completa della prima stagione per le stesse console l'11 dicembre 2012 in Nord America, dopo la pubblicazione del quinto episodio, mentre in Europa è stata messa in commercio il 10 maggio 2013. In esclusiva per i negozi nordamericani GameStop era invece disponibile la Collector's Edition, la quale conteneva, oltre al gioco, una collezione di artbook di Charlie Adlard e The Walking Dead: Compendium One, un fumetto che raccoglieva i primi 48 numeri della serie di Robert Kirkman. Dopo la pubblicazione di questa versione completa della prima stagione, alcuni acquirenti di Xbox 360 riscontrarono dei problemi nel disco di gioco, e di conseguenza Telltale offrì a questi utenti dei codici per acquistare The Walking Dead digitalmente e gratuitamente. Venne messa in commercio una versione Collector's Edition anche della seconda stagione, e i giocatori che la ordinarono in anticipo dal negozio ufficiale di Telltale la ottennero ad un prezzo decisamente più basso.
Nel febbraio 2013, lo scrittore Gary Whitta anticipò ai giocatori la pubblicazione di un contenuto addizionale per mantenere occupato il pubblico nell'attesa della seconda stagione del videogioco. Questo si rivelò essere, all'Electronic Entertainment Expo dello stesso anno, l'episodio aggiuntivo sopracitato dal titolo 400 Days, annunciato in seguito ad una serie di brevi teaser postati da Telltale, i quali introducevano i cinque nuovi personaggi dell'episodio. 400 Days tiene conto delle decisioni compiute dal giocatore nel corso della prima stagione, le quali influenzeranno inoltre anche la trama della seconda. Quest'episodio addizionale è stato reso disponibile su PlayStation 3, Microsoft Windows, OS X, Xbox 360 e iOS dal 2 all'11 luglio 2013, mentre un'edizione speciale per PlayStation Vita con inclusa anche la prima stagione, la colonna sonora originale e numerosi documentari e curiosità riguardo allo sviluppo del gioco è stata pubblicata il 22 agosto dello stesso anno. 400 Days venne reso disponibile inoltre per Kindle Fire HDX il 19 dicembre 2013, per Android l'8 aprile 2014 e per PlayStation 4 e Xbox One il 14 ottobre 2014 in Nord America, mentre in Europa il 31 ottobre dello stesso anno. Un'edizione "Game of the Year" dell'intera prima stagione è stata pubblicata per Microsoft Windows, PlayStation 3 e Xbox 360 il 19 novembre 2013, mentre le versioni per PlayStation 4 e Xbox One di entrambe le stagioni vennero annunciate a fine maggio 2014, e messe in commercio ad ottobre dello stesso anno, insieme alla riedizione dell'intera seconda stagione per PlayStation 3 e Xbox 360.
Una versione per iOS della prima stagione è stata annunciata nel mese di agosto 2012, con gli episodi disponibili poco dopo il loro debutto su PC e console. In seguito alla pubblicazione dei cinque capitoli nell'App Store, Telltale decise di offrire gratuitamente il primo episodio (una mossa commerciale da loro già adottata in precedenza), con la dichiarazione di Connors «è una piccola strategia che ci permette di far apprezzare i nostri titoli molto velocemente ai giocatori, in modo da spingerli, se abbastanza interessati, ad acquistare poi gli altri quattro episodi del videogioco». In più, riedizioni per Ouya di entrambe le stagioni sono attualmente in via di sviluppo da parte di Telltale.
Un tavolo virtuale di flipper a tema The Walking Dead, sviluppato congiuntamente da Telltale Games e Zen Studios, è stato pubblicato il 27 agosto 2014 come contenuto scaricabile per Zen Pinball 2 e Pinball FX 2.

## Accoglienza

### Vendite
The Walking Dead godette di un impressionante successo commerciale, dovuto in parte al fatto che venne pubblicato su numerose console e piattaforme di distribuzione digitale, rendendolo accessibile a una vasta gamma di giocatori. Il primo episodio della prima stagione era in testa alla classifica dei giochi più venduti di Xbox Live Arcade, una posizione raggiunta il 30 aprile 2012, e che riuscì a mantenere per ben due settimane. Raggiunse il primo posto anche in quelle di PlayStation Network e Steam. Lo stesso episodio vendette oltre 1 milione di copie in soli 20 giorni, rendendolo il titolo di Telltale diffuso più velocemente. Con la pubblicazione del terzo episodio, più di 3,8 milioni di copie vennero registrate dalla compagnia, mentre a partire da gennaio 2013, oltre 8,5 milioni sono state vendute su tutte le piattaforme, garantendo quindi entrate per circa 40 milioni di dollari. Connors ha dichiarato che la riedizione iOS del gioco costituisce circa il 25% delle vendite complessive, una rara situazione da lui descritta come «la più grande "ripresa" per qualsiasi piattaforma», con una diffusione del gioco particolarmente elevata durante i mesi di novembre e dicembre 2012. Dopo l'annuncio dell'episodio aggiuntivo 400 Days, Telltale affermò che erano state vendute circa 17 milioni di copie in tutto il mondo, mentre soltanto alcuni mesi più tardi, ai tempi dell'annuncio della seconda stagione, si raggiunsero le 21 milioni. In totale entrambe le stagioni di The Walking Dead hanno venduto più di 28 milioni di copie su tutte le piattaforme, un enorme successo che riuscì a riportare in vita l'intero genere d'avventura. Per Telltale il gioco era «una miniera d'oro», in quanto aveva superato di gran lunga le vendite dei loro titoli precedenti, e dei giochi d'avventura in generale. Il successo di The Walking Dead, infatti, venne considerato dalla critica come una delle più grandi sorprese per l'industria videoludica nel 2012. Grazie all'ottimo risultato commerciale, il gioco influenzò numerose opere successive, come Life Is Strange e Dreamfall Chapters: The Longest Journey.
The Walking Dead è quindi il videogioco di maggior successo commerciale di Telltale, uno dei titoli più venduti della settima era videoludica e uno dei più popolari giochi d'avventura di tutti i tempi. Nel 2015, il Guinness dei primati lo ha definito il videogioco a episodi più venduto in assoluto.

### Accoglienza
| Testata                           | Versione | Giudizio |
| --------------------------------- | -------- | -------- |
| GameRankings (media al 19-7-2015) | -        | 93,20%   |
| Metacritic (media al 19-7-2015)   | -        | 94/100   |
| IGN                               | -        | 9,3/10   |
| Famitsū                           | -        | 37/40    |
| Eurogamer                         | 8/10     | {{{3}}}  |
| GamesRadar                        | -        | 5/5      |
| GameSpot                          | -        | 8,4/10   |
| 1UP.com                           | -        | 10/10    |
| PC PowerPlay                      | -        | 10/10    |
| Game Informer                     | -        | 9,5/10   |
| Giant Bomb                        | -        | 5/5      |
| Game Revolution                   | -        | 5/5      |

| Testata                           | Versione | Giudizio |
| --------------------------------- | -------- | -------- |
| GameRankings (media al 19-7-2015) | -        | 82,50%   |
| Metacritic (media al 19-7-2015)   | -        | 81/100   |
| IGN                               | -        | 8/10     |
| GamesRadar                        | -        | 4/5      |
| GameSpot                          | -        | 8,3/10   |
| Game Revolution                   | -        | 4/5      |

The Walking Dead ha ricevuto generalmente giudizi e valutazioni estremamente positivi,, venendo considerato dalla critica uno dei più grandi videogiochi di tutti i tempi, uno dei migliori esponenti dei giochi come forma d'arte e il più grande titolo videoludico del 2012. Numerose riviste e siti specializzati hanno lodato in particolare il forte coinvolgimento emotivo della storia, il vasto e realistico cast di personaggi, l'originale direzione artistica, l'eccellente doppiaggio, la trama avvincente ed efficace e la colonna sonora. Il sito web IGN diede alla prima stagione un 9,3/10, assegnandogli il riconoscimento Editor's Choice e affermando che «The Walking Dead è davvero qualcosa di speciale. Dando ai giocatori la possibilità di forgiare le relazioni di Lee con tutti i membri del gruppo e di compiere scelte che influenzeranno il corso dell'intera trama, questo magnifico titolo riesce a coinvolgerti nei suoi eventi in modo da farti veramente amare i personaggi in una maniera che pochissimi altri giochi riescono a fare», consigliandolo infine a tutti i giocatori, a prescindere dalle loro preferenze, concludendo con «The Walking Dead è un gioco che deve essere vissuto». Il sito aggregatore di recensioni GameRankings assegnò alla prima stagione una valutazione complessiva del 93,20%, lodando specialmente il quinto episodio (da loro valutato con un 95%), e diventando quindi uno dei titoli più quotati della settima generazione videoludica. Metacritic, invece, diede un 94/100 alla versione per PlayStation 3, e lo nominò il miglior gioco del 2012. La rivista giapponese Famitsū assegnò alla prima stagione un 37/40, valutandolo come uno dei più grandi titoli dell'anno. Oli Welsh di Eurogamer apprezzò quasi tutti gli aspetti del gioco, criticando soltanto i frequenti e fastidiosi bug grafici, dichiarando che «The Walking Dead è un'opera seria, memorabile ma con alcuni piccoli difetti; penso che non avrebbe mai ottenuto delle recensioni così positive se la narrazione nei videogiochi della settima era non fosse stata così scarsa e poco originale. Ma in verità alcuni dei migliori giochi di tutti i tempi non sono stati creati da geni, ma da persone che sono semplicemente in grado di lavorare bene con i loro titoli, e posso dirvi che qui Telltale ha fatto proprio un ottimo lavoro», assegnando infine il punteggio 8/10.
Il sito web GamesRadar diede alla prima stagione un 5/5, affermando che «The Walking Dead è in grado di farci provare una varietà di forti emozioni che pochi altri giochi riescono a trasmettere. È un gioco che trionfa su tutto ciò che ha da offrire, presentandoci una trama che spinge l'intera industria ai suoi limiti, e dando infine vita ad una delle esperienze videoludiche più memorabili di tutti i tempi». La rivista Game Informer lo nominò il miglior gioco del 2012, con una valutazione del 9,5/10. 1UP.com diede invece un 10/10, lodando in particolare il celebre finale del quinto episodio, affermando che si tratta di una delle poche scene in un videogioco in grado di portare alle lacrime il giocatore. Alex Navarro di Giant Bomb descrisse la prima stagione come un capolavoro, affermando che «The Walking Dead non è un semplice racconto interattivo. Si tratta invece di un'eccellente, tragica e dolorosa storia con alcuni dei personaggi più memorabili mai apparsi in un videogioco. Fin dall'inizio, The Walking Dead ti cattura nel suo terrificante mondo e non ti lascia più andare. È un'avventura nel vero senso della parola, piena di dramma, angoscia, tensione, paura, e anche brevi momenti di catarsi. Chiamare questo videogioco un'opera d'intrattenimento sembra quasi improprio», assegnando infine un 5/5. Game Revolution lo nominò uno dei migliori videogiochi di tutti i tempi, citando «la splendida e originale direzione artistica, l'incredibile cast e una delle più grandi trame della storia videoludica», notando però anche «l'esagerata semplicità degli enigmi e alcuni piccoli bug grafici», dando infine una valutazione massima. Kirk Hamilton del sito web Kotaku dichiara in un articolo che considera questo videogioco superiore alla serie televisiva, lodando soprattutto l'importanza del personaggio di Clementine e la possibilità di alterare il corso della trama attraverso numerose scelte compiute dal giocatore.
Anche la seconda stagione ha ricevuto recensioni generalmente molto positive. Numerosi siti web hanno soprattutto apprezzato l'atmosfera, il nuovo cast, i finali multipli (una caratteristica assente nella prima stagione) e la colonna sonora, criticando però la brevità degli episodi e una limitata interazione con gli ambienti di gioco. GameRankings riporta un gradimento complessivo dell'82,50%, apprezzando in particolare il secondo episodio, valutato dal sito con un 87,29%. Mitch Dyer di IGN loda il ruolo di Clementine come protagonista della nuova avventura, e afferma che alcune delle decisioni risultano essere molto più mature e interessanti di quelle della prima stagione. David Roberts di GamesRadar diede un 4/5, dichiarando che «nonostante i suoi piccoli difetti, la seconda stagione di The Walking Dead è un titolo che va assolutamente giocato, con un interessante cast di personaggi abbastanza memorabili e una trama davvero efficace, anche se non come quella del precedente capolavoro. Agli occhi di alcuni giocatori questa seconda stagione potrebbe sembrare persino poco necessaria o addirittura inutile, ma Telltale ci ha dimostrato che la storia di Clementine doveva essere continuata», descrivendolo poi come «uno straziante, tragico e fantastico viaggio». Anche Game Revolution assegnò un 4/5, lodando «l'ottima grafica in cel-shading, l'eccellente compartimento sonoro e una trama avvincente che esplora e rafforza il personaggio di Clementine», ma notando anche «una modalità di gioco praticamente identica a quella della prima stagione e alcuni eventi poco memorabili», dichiarando infine che «è fenomenale il modo in cui Clementine cresce nel corso di questo sequel, e nonostante gli occasionali rimandi a Lee, il suo coraggio e la sua indipendenza sono semplicemente impareggiabili. Ha finalmente superato tutti i suoi dubbi e le sue paure, dando vita di conseguenza ad uno dei migliori personaggi della storia dei videogiochi, e siamo tutti fermamente convinti che continuerà a migliorare anche nella terza stagione. [...] Questa è sicuramente una storia coinvolgente e stimolante, degna di essere ascoltata».
The Walking Dead è stato inserito in numerose classifiche riguardanti i migliori videogiochi di tutti i tempi, ed è il titolo più quotato e lodato del 2012. Raggiunse il 30º posto nella lista di Slant Magazine dei 100 più grandi giochi in assoluto, venendo descritto come «un gioco che ha scioccato e risollevato l'intero genere d'avventura, e un brillante racconto di morte, terrore e perenne angoscia senza precedenti». La rivista Empire, invece, lo inserisce al 63º posto, con il commento: «La serie episodica d'avventura The Walking Dead è stata l'equivalente di un pugno nello stomaco per molti giocatori. Sfruttando al massimo le potenzialità espressive delle numerose console sulle quali è stato pubblicato, The Walking Dead ci ha presentato una magnifica e tragica trama alterata dalle nostre scelte, che secondo noi sarà molto difficile da superare nel corso degli anni. Con una minore enfasi sulla ricerca di oggetti, munizioni e risoluzioni di enigmi, Telltale decise di concentrarsi invece sull'impareggiabile legame tra i due protagonisti, Lee e Clementine, con il solo scopo di spezzare il cuore dei giocatori alla fine della stagione». Nella classifica del 2015 di GamesRadar dei 100 migliori videogiochi di tutti i tempi, The Walking Dead arrivò alla 33º posizione, commentando: «Leggere la frase "Clementine si ricorderà di questo" nei nostri schermi ha più significato di qualunque altra cosa in un videogioco». In quella del sito web HiConsumption, The Walking Dead raggiunse il 26º posto, con il commento: «Uccidere orde di zombie è divertente, ma non si può negare che è diventato alquanto noioso e ripetitivo. Una cosa indimenticabile è invece la possibilità, ad esempio, di scegliere se sparare o abbandonare un vostro caro amico che è stato morso. Sono i momenti come questi che rendono The Walking Dead un vero e proprio capolavoro».

### Premi e riconoscimenti
The Walking Dead è uno dei titoli videoludici più premiati in assoluto, avendo vinto in totale più di 90 premi Game of the Year, e molti altri riconoscimenti. Vinse i premi "Gioco dell'Anno", "Miglior Gioco Tie-in" e "Miglior Gioco Scaricabile" agli Spike Video Game Awards del 2012, mentre Telltale Games si aggiudicò "Studio dell'Anno". The Walking Dead ha vinto anche i riconoscimenti "Miglior Gioco Scaricabile" e "Miglior Design di un Personaggio" (Lee Everett) agli Inside Gaming Awards. Il sito web Destructoid assegnò invece i premi "Gioco dell'Anno" e "Miglior Gioco Multipiattaforma". Digital Trends diede i riconoscimenti "Miglior Trama", "Miglior Gioco Distribuito Digitalmente" e "Gioco dell'Anno" nel 2012. Flan Dering di Yahoo! Games ha premiato The Walking Dead con "Gioco dell'Anno" e "Miglior Gioco Scaricabile". Da parte dell'Academy of Interactive Arts & Sciences, invece, ricevette i premi "Gioco d'Avventura dell'Anno", "Gioco Scaricabile dell'Anno" ed "Eccezionale Risultato nella Trama", e venne anche nominato in altre otto categorie. Vinse il riconoscimento "Miglior Trama" ai Game Developers Choice Awards del 2013, venendo poi nominato nelle categorie "Miglior Gioco Scaricabile" e "Gioco dell'Anno". British Academy Video Games Awards assegnò i premi "Storia dell'Anno" e "Gioco Portatile dell'Anno" nel 2013, nominandolo anche nelle categorie "Gioco dell'Anno", "Design dell'Anno" e "Musica dell'Anno". Pocket Gamer diede infine i riconoscimenti "Gioco iOS dell'Anno", "Miglior Gioco Innovativo" e "Miglior Gioco d'Avventura", venendo invece nominato nella categoria "Gioco dell'Anno".